# Juniperus blancoi
Juniperus blancoi ist eine Pflanzenart aus der Familie der Zypressengewächse (Cupressaceae). Sie ist in Mexiko heimisch.

## Beschreibung
Juniperus blancoi wächst als immergrüner Strauch oder kleiner Baum, der Wuchshöhen von 8 bis 15 Meter und Brusthöhendurchmesser von bis zu 50 Zentimeter erreichen kann. Die Äste gehen gerade oder aufsteigend vom Stamm ab und bilden eine pyramidenförmige Krone, die mit zunehmendem Alter breiter oder unregelmäßiger wird. Die lockeren Zweige werden 0,8 bis 1,3 Millimeter dick und haben einen viereckigen Querschnitt. Die glatte, rotbraune oder purpurne Borke wird mit der Zeit grau und blättert in kleinen Schuppen ab. Dickere Stämme haben eine rissige Borke. Das Kernholz ist hell purpur bis purpurbraun gefärbt.
Die schuppenartigen, grau- bis gelbgrünen Nadeln erreichen eine Länge von 1,3 bis 2 Millimeter und eine Breite von 0,7 bis 1 Millimeter. Ihre Spitze ist stumpf oder spitz zulaufend und die Nadelränder sind ganzrandig. Auf ihrer Oberfläche befinden sich mehrere auffällige Drüsen, wobei die größeren meist inaktiv sind. Die Nadeln stehen kreuzgegenständig an den Zweigen.
Juniperus blancoi ist zweihäusig-getrenntgeschlechtlich (diözisch) und die Zapfen reifen nach ein bis zwei Jahren. Die beerenförmigen Zapfen stehen an 3 bis 6 Millimeter langen Stielen und sind bei einer Länge von 5 bis 7 Millimeter und einer Dicke von 5 bis 9 Millimeter kugelig bis nierenförmig geformt. Anfangs sind sie grün gefärbt und verfärben sich zur Reife hin purpurrot, dunkelblau oder hellbraun und haben eine blaugrüne Tönung. Jeder der fleischigen Zapfen trägt ein bis fünf hellbraune Samenkörner. Die gerillten Samen erreichen eine Länge von 3 bis 5 Millimeter und eine Breite von 2 bis 4 Millimeter. An ihrer Basis befinden sich kleine Harzgruben.

## Verbreitung und Standort
Das natürliche Verbreitungsgebiet von Juniperus blancoi liegt in Mexiko. Es umfasst dort die Bundesstaaten Chihuahua, Durango, México, Michoacán, Sonora und Tlaxcala.
Juniperus blancoi gedeiht in Höhenlagen von 1100 bis 3270 Metern. Man findet die Art vor allem in trockenen Pinyon-Kiefern-Wäldern sowie in entlang von Flussbetten wachsenden Kiefern-Eichen-Wacholder-Mischwäldern. Sie wächst sowohl auf Felsgestein wie auch auf dünnen Böden, die sich auf Basalt bildeten. Vor allem var. mucronata bildet Mischbestände mit der Mexikanischen Zypresse (Cupressus lusitanica), dem Alligator-Wacholder (Juniperus deppeana) sowie mit verschiedenen Eichen (Quercus).

## Systematik
Die Erstbeschreibung als Juniperus blancoi erfolgte 1946 durch Maximino Martínez in "Anales del Institutó de Biología de la Universidad Nacional Autonoma de México, Série Biologia", Band 17, Nummer 1, Seite 73.
Die Art wird in bis zu drei Varietäten unterteilt:
- Juniperus blancoi var. blancoi ist die Nominatform und kommt fast im gesamten Verbreitungsgebiet vor.
- Juniperus blancoi var. huehuentensis R.P.Adams, S. González & M.González kommt nur in der Gipfelregion des südlich von Huachichiles gelegenen Cerro Huehuento im Bundesstaat Durango vor. Sie wächst nur als Strauch.[1]
- Juniperus blancoi var. mucronata (R.P. Adams) Farjon kommt entlang des Flusslaufes des Maicoba Rivers sowie der benachbarten Flüsse an der Grenze zwischen Sonora und Chihuahua vor. Ihre Nadeln sind stumpf und das Kernholz ist hell purpurn gefärbt.[1] Sie wird von manchen Autoren als eigenständige Art Juniperus mucronata R.P. Adams angesehen.[2]

## Gefährdung und Schutz
Juniperus blancoi wird in der Roten Liste der IUCN als „gefährdet“ geführt. Es wird jedoch darauf hingewiesen, dass eine neuerliche Überprüfung der Gefährdung notwendig ist. Die Varietät mucronata wird ebenfalls als „gefährdet“ gelistet. Es wird angenommen, dass es von dieser Varietät weniger als 1000 ausgewachsene Bäume gibt.